# Tysk-österrikiska backhopparveckan 2010/2011
Den tysk-österrikiska backhopparveckan 2010/2011 var den 59:e i ordningen, och avgjordes som en del i världscupen i backhoppning 2010/2011. Vinnare blev Thomas Morgenstern från Österrike.

## Oberstdorf 29 december 2010
| Plac. | Hoppare            | Land      | Poäng |
| ----- | ------------------ | --------- | ----- |
| 1.    | Thomas Morgenstern | Österrike | 289,6 |
| 2.    | Matti Hautamäki    | Finland   | 273,1 |
| 3.    | Manuel Fettner     | Österrike | 264,0 |
| 4.    | Simon Ammann       | Schweiz   | 259,6 |
| 5.    | Andreas Kofler     | Österrike | 259,0 |
| 6.    | Severin Freund     | Tyskland  | 258,7 |
| 7.    | Martin Koch        | Österrike | 254,1 |
| 8.    | Michael Neumayer   | Tyskland  | 254,0 |
| 9.    | Wolfgang Loitzl    | Österrike | 248,8 |
| 10.   | Tom Hilde          | Norge     | 246,6 |

## Garmisch-Partenkirchen 1 januari 2011
| Plac. | Hoppare             | Land      | Poäng |
| ----- | ------------------- | --------- | ----- |
| 1.    | Simon Ammann        | Schweiz   | 142,1 |
| 2.    | Pavel Karelin       | Ryssland  | 138,3 |
| 3.    | Adam Malysz         | Polen     | 138,0 |
| 4.    | Anders Jacobsen     | Norge     | 134,7 |
| 5.    | Janne Ahonen        | Finland   | 133,2 |
| 6.    | Anssi Koivuranta    | Finland   | 133,0 |
| 7.    | Martin Schmitt      | Tyskland  | 131,9 |
| 8.    | Kamil Stoch         | Polen     | 127,3 |
| 9.    | Bjørn Einar Romøren | Norge     | 127,0 |
| 10.   | Martin Koch         | Österrike | 126,1 |

Resultatlistan efter första hoppomgången räknades som slutställning, eftersom hårda vindar omöjliggjorde en andra hoppomgång.

## Innsbruck 3 januari 2011
| Plac. | Hoppare            | Land      | Poäng |
| ----- | ------------------ | --------- | ----- |
| 1.    | Thomas Morgenstern | Österrike | 266,5 |
| 2.    | Adam Malysz        | Polen     | 257,5 |
| 3.    | Tom Hilde          | Norge     | 255,2 |
| 4.    | Simon Ammann       | Schweiz   | 252,7 |
| 5.    | Matti Hautamäki    | Finland   | 249,7 |
| 6.    | Manuel Fettner     | Österrike | 248,0 |
| 7.    | Andreas Kofler     | Österrike | 243,6 |
| 8.    | Michael Uhrmann    | Tyskland  | 242,4 |
| 9.    | Wolfgang Loitzl    | Österrike | 241,8 |
| 10.   | Pascal Bodmer      | Tyskland  | 241,0 |

## Bischofshofen 6 januari 2011
| Plac. | Hoppare             | Land      | Poäng |
| ----- | ------------------- | --------- | ----- |
| 1.    | Tom Hilde           | Norge     | 278,7 |
| 2.    | Thomas Morgenstern  | Österrike | 277,1 |
| 3.    | Andreas Kofler      | Österrike | 275,3 |
| 4.    | Simon Ammann        | Schweiz   | 274,0 |
| 5.    | Martin Koch         | Österrike | 264,5 |
| 6.    | Manuel Fettner      | Österrike | 259,3 |
| 7.    | Johan Remen Evensen | Norge     | 256,6 |
| 8.    | Michael Neumayer    | Tyskland  | 243,8 |
| 9.    | Anders Jacobsen     | Norge     | 238,4 |
| 10.   | Pascal Bodmer       | Tyskland  | 236,4 |

## Slutställning
| Plac. | Hoppare            | Land      | Poäng |
| ----- | ------------------ | --------- | ----- |
| 1.    | Thomas Morgenstern | Österrike | 958,8 |
| 2.    | Simon Ammann       | Schweiz   | 928,4 |
| 3.    | Tom Hilde          | Norge     | 895,0 |
| 4.    | Manuel Fettner     | Österrike | 882,4 |
| 5.    | Martin Koch        | Österrike | 880,6 |
| 6.    | Adam Małysz        | Polen     | 875,2 |
| 7.    | Matti Hautamäki    | Finland   | 861,8 |
| 8.    | Andreas Kofler     | Österrike | 840,5 |
| 9.    | Wolfgang Loitzl    | Österrike | 234,5 |
| 10.   | Anders Jacobsen    | Norge     | 830,7 |